# Karakumia nigra
Karakumia nigra (лат.) — вид двукрылых насекомых семейства мух-жужжал (Bombyliidae), единственный в составе рода Karakumia. Впервые описан в 1927 году энтомологом Сергеем Яковлевичем Парамоновым (1894—1967).

## Распространение, описание
Типовые экземпляры самца и самки описаны из местности Кордкой (Голестан, Иран). Вид распространён также в Туркменистане.
Слабоизученный вид. Наиболее близкими родственниками считаются представители рода Efflatounia. От других родов своего подсемейства Bombyliinae Karakumia (с единственным видом Karakumia nigra) отличается наличием пучка волосков на третьем сегменте члеников. Ещё одна особенность состоит в наличии особого углубления на заднем крае глаза, что характерно исключительно для представителей некоторых экзотических родов жужжал.
Ширина головы примерно равна ширине торакса, или даже превосходит её. Средняя часть лица заметно выпуклая. Задние бёдра покрыты щетинками. Коготки зубчатые, пульвиллы полностью в зачаточном состоянии. Тело плотное, удлинённое.